# Léon Georget

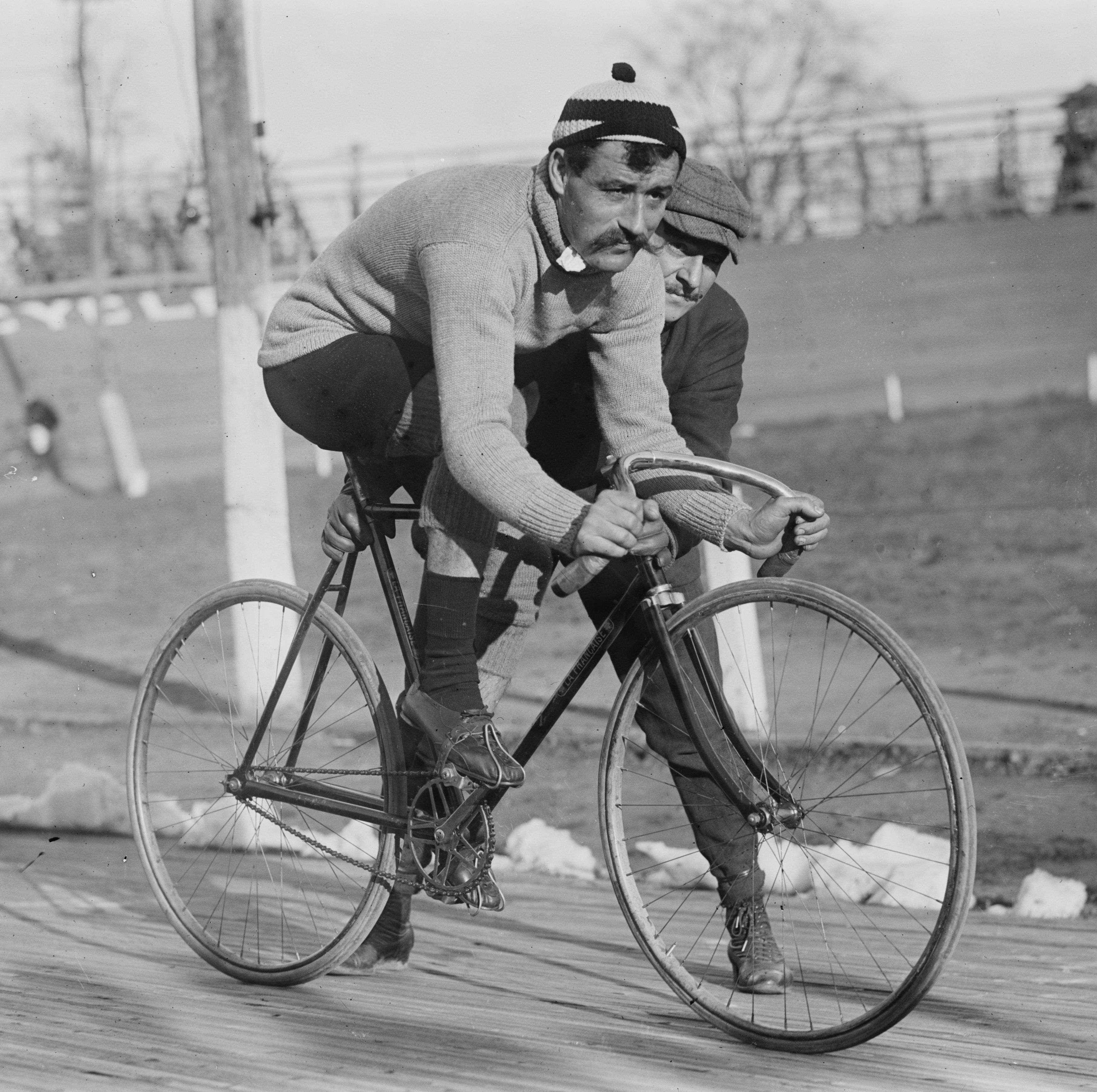
Léon Georget 1909

Léon Georget (* 2. Oktober 1879 in Preuilly-sur-Claise; † 5. November 1949 in Neuilly-sur-Seine) war ein französischer Radrennfahrer.
Léon Georget war Profi-Rennfahrer von 1902 bis 1914 sowie von 1919 bis 1924. Seine größten Erfolge waren die neun Siege zwischen 1903 und 1919 beim 24-Stunden-Bahnrennen Bol d’Or, das auf verschiedenen Radrennbahnen in Frankreich durchgeführt wurde. Deshalb wurde er auch Le Père Bol d'Or genannt.
1903 belegte Georget bei Bordeaux–Paris den zweiten Platz, 1906 gewann er gemeinsam mit seinem jüngeren Bruder Èmile das Sechstagerennen von Toulouse. Im selben Jahr wurde er Achter in der Gesamtwertung der Tour de France. Beim Sechstagerennen 1907 in New York belegte er gemeinsam mit seinem Bruder Platz drei. 1910 wurde er nochmals Dritter bei Bordeaux-Paris.
Léon Georgets Sohn Pierre startete bei Radsport-Wettbewerben der Olympischen Spiele 1936 in Berlin und gewann zwei Medaillen; 1936 und 1937 errang er jeweils bei Bahn-Weltmeisterschaften die Silbermedaille im Sprint.